# Momoko Kikuchi
Momoko Kikuchi (菊池桃子), née le 4 mai 1968 à Shinagawa (Tokyo), est une ancienne chanteuse et idol de J-pop, elle a fait partie du groupe RAMU et fait ses débuts d'actrice dans le film Pantsu no Ana.

## Discographie

### Singles
Singles du groupe "RAMU"

### Album
Album du groupe "RAMU"